# Victor Antonescu
Victor Antonescu (ur. 3 września 1871, zm. 22 sierpnia 1947) – rumuński polityk i dyplomata, w latach 1919–1932 ambasador w Paryżu, w latach 1935–1936 minister finansów, a w latach 1936–1937 minister spraw zagranicznych. W 1936 odznaczony Orderem Orła Białego.